# ديفيد ستيوارت بورتر
ديفيد ستيوارت بورتر (بالإنجليزية: David Stewart Porter)‏ هو محامي وقاضي أمريكي، ولد في 23 سبتمبر 1909 في سينسيناتي في الولايات المتحدة، وتوفي في 5 يناير 1989.